# Chevêchette des Moore
Glaucidium mooreorum
Espèce
Statut de conservation UICN

 CR B1ab(iii,v);C2a(i,ii);D : 
En danger critique
Statut CITES
La Chevêchette des Moore (Glaucidium mooreorum) est une espèce d'oiseaux de la famille des Strigidae.

## Description
Pour l'holotype et le paratype, deux mâles adultes, l'aile pliée mesurait 87 mm, la queue 51,2 mm pour le premier et 50,6 mm pour le second, le bec respectivement 11,2 mm et 10,2 mm. Le poids de l'holotype était de 51 grammes. Même si le nombre de spécimens étudiés est trop faible pour dégager des clés d'identifications à partir des mesures anatomiques, en moyenne la queue est plus longue et l'aile pliée plus courte que pour la Chevêchette d'Amazonie (G. hardyi), la queue plus longue que celle de la Chevêchette cabouré (G. minutissimum).
Le chant est également différent chez chacune de ces espèces, et la Chevêchette des Moore a notamment la particularité d'avoir un chant au cours duquel la fréquence des notes décroît en moyenne, mais une fréquence croissante pour des notes individuelles.

## Répartition

Répartition de la Chevêchette des Moore en Amérique du Sud.

Cette espèce est endémique du Pernambouc, au Brésil.
Elle vit dans les forêts humides, et à des altitudes peu élevées. L'holotype et le paratype ont été trouvés à 140 mètres d'altitude, près de Rio Formoso, dans la réserve naturelle de Saltinho.

## Taxinomie
L'espèce a été décrite à partir de deux peaux des collections ornithologiques de l'université fédérale du Pernambouc prélevées en novembre 1980, et appartient au complexe d'espèce de Glaucidium minutissimum. La dénomination spécifique, mooreorum — tout comme le nom normalisé — commémore Gordon Moore et son épouse Betty, qui ont, selon les auteurs de la description originale, grandement contribué à la protection de la biodiversité autour du monde et en particulier au Brésil.